# George e o Segredo do Universo

“
... George respirou fundo e decidiu que precisava ir até lá.
Precisava ir até a Casa Vizinha.
Fechou os olhos e mergulhou pelo buraco da cerca.
Quando saiu do outro lado e abriu os olhos, estava bem no centro do jardim que parecia uma floresta. Acima da sua cabeça, as copas das árvores eram tão densas que ele quase não conseguia ver o céu. Começava a escurecer, e a floresta espessa tornava tudo mais escuro ainda. George distinguiu, a custo, uma trilha em meio àquele enorme matagal. Seguiu-a, na esperança de que ela o levasse até Freddy.
Avançou com dificuldade atravessando grandes tufos de amoreiras silvestres que se agarravam à roupa ... (...)”

— George e o Segredo do Universo - capítulo 1
George e o Segredo do Universo (George's Secret Key to the Universe) é um livro que combina aventuras diversas e envolventes com fascinantes explicações científicas sobre o universo e os planetas.
Escrito por Stephen Hawking, um dos principais cientistas da atualidade, e sua filha, a jornalista e escritora Lucy Hawking, incluindo as ideias mais recentes do respeitável físico sobre os buracos negros.
- George's Secret Key to the Universe, (Random House, 2008) ISBN 9780552559584 (edição norte-americana)
- George e o Segredo do Universo, (Ediouro, 2007) ISBN 978-85-00-02222-7 (edição brasileira)